# Sceliphron
Sceliphron is een geslacht van vliesvleugelige insecten uit de familie van de langsteelgraafwespen (Sphecidae).

## Soorten
- S. caementarium (Drury, 1770)
- S. curvatum

Oosterse langsteelgraafwesp (F. Smith, 1870)
- S. destillatorium (Illiger, 1807)
- S. funestum Kohl, 1918
- S. madraspatanum (Fabricius, 1781)
- S. spirifex (Linnaeus, 1758)